# 오진우
오진우(吳振宇, 1917년 3월 9일 ~ 1995년 2월 25일)는 조선민주주의인민공화국의 군인·정치인이다. 인민군 총참모장, 인민군 총정치국장, 국방 위원회 제1부위원장 등을 거쳐 1992년 4월 20일부터 조선인민군 원수를 지냈다.

## 이력
함경남도 북청의 빈농 가정에서 출생하여, 지난날 한때 함경북도 청진에서 잠시 유아기를 보낸 적이 있는 그는 1933년에 만주로 넘어가 조선의용군에서 항일 유격대에 참가했다. 그는 항일 파르티잔 활동 당시 김일성과 연대하여 1938년 동북항일연군 군관으로 복무했다. 1946년 9월부터 중앙 보안 간부 학교 군사부교장이 되었으며, 1948년 2월 조선인민군 창설 이후 조선인민군 제3여단 참모장, 여단장, 제3군관 학교 교장으로 조선인민군의 병력 강화에 공헌하였다.
1950년 한국 전쟁 때에는 인민군 제43사단장, 최고 사령부부참모장, 제6군단 참모장, 근위 서울 제3사단장이었고, 한국 전쟁 후는 인민군 공군 사령부 참모장, 총참모부 부참모장, 민족보위성 차관, 김일성군사종합대학 총장을 역임했다.
1967년부터 인민군 총정치국장, 총참모장, 당중앙 군사위원, 국방 위원회 제1부위원장이었다.
1993년 김정일이 국방 위원회 위원장이 되면서 제1부위원장이 되었다. 1979년에는 총참모장직에서 오극렬로 대체되었다가 88년 다시 인민군 총참모장이 되었다. 1985년 조선인민군 차수, 1992년 조선인민군 원수,1995년 무임소상을 지냈다.